# 花藤蓮
花藤蓮（日语：／ Katō Ren，6月10日—），日本女性配音員。出身於東京都。Production BAOBAB所屬。以前隸屬於E-sprinG。

## 演出

### 電視動畫
2010年
- 忍者玉丸東海道五十三次（日语：忍者玉丸）（簪忍者桃）

2012年
- 足球騎士（女子經理C）
- 蠟筆小新（2012年—2020年，主婦B、貓、莎莉、山田、光子、科巴爾 等）
- 魯邦三世 -名為峰不二子的女人-（蛇女）

2013年
- 哆啦A夢 (水田山葵版)（2013年—2024年，男子A、學生B、主婦、合音女孩C、男孩子A、小黑 等）
- 忍者哈特利 Returns（女性）

2014年
- 卡利麥羅 (2014年版)（跳跳、絲吉、羅咪、克里曼 等）

2015年
- 俺物語!!（剛田猛男〈幼少時期〉）
- 新我們這一家（2015年—2016年，店主〈年輕時期〉、茄男的母親）
- 櫻桃小丸子 (第2期)（2015年—2017年，奶奶B、老婆婆A、佐佐木家的媳婦、男孩子、老婦人）

2016年
- 銀魂°（武士之子B）
- 雙星之陰陽師（余部克典）

2017年
- 理想禁區（2017年—2018年，陳小北）

2018年
- 魯邦三世 PART5（黑）
- 夢王國與沉睡中的100位王子殿下（街上的人D）

2020年
- 刀劍神域 Alicization War of Underworld -THE LAST SEASON-（瓦沙克的母親）

2021年
- 急戰5秒殊死鬥（熊切〈少年時期〉）

2023年
- 神奇柑仔店 錢天堂（勇馬）

### 電影動畫
- 怪物彈珠 劇場版 前往始源之地（日语：モンスターストライク THE MOVIE はじまりの場所へ）（2016年）
- 劇場版 黑執事 Book of the Atlantic（2017年，瑪格麗特的母親）
- 蠟筆小新：功夫小子 ～拉麵大亂鬥～（2018年，飛機頭園童）
- 蠟筆小新：激戰！塗鴉王國與差不多四勇者（2020年，SNS之子）
- 蠟筆小新：謎案！天下春日部學院的怪奇事件（2021年，拖鞋混混）
- 哆啦A夢：大雄之宇宙小戰爭2021（2022年，小黑）

### OVA
- .hack//Quantum（2011年，護士）
- 銀魂°（2016年，百華B）[注 1]

### 網路動畫
- 動畫心療系（2015年，吉夫）
- 蠟筆小新外傳 帶家族之狼（日语：クレヨンしんちゃん外伝 家族連れ狼）（2017年，小孩B）
- 範馬刃牙（2021年，同級生C）

### 遊戲
- 永恆紀元（2009年，朱諾斯、保拉）
- Tartaros -塔爾塔羅斯-（2010年，山金車修道院長艾蓮娜）
- 閃電皮羅特 ～天空羈絆～（日语：電撃のピロト〜天空の絆〜）（2010年，吉爾、羅吉）
- 最終幻想VII 重製版（2020年）
- SOL CRESTA（日语：ソルクレスタ）（2022年，多瑞爾·馬丁[2]）[注 2]

### 外語配音

#### 電影
- 扭轉時光機
- ID4星際重生（母親）
- 漫威電影宇宙
  - 驚奇隊長（瑪莉亞·藍博〈拉莎娜·林區〉[3]）
  - 奇異博士2：失控多重宇宙（瑪莉亞·藍博／驚奇隊長〈拉莎娜·林區〉）
  - 星際異攻隊（酒吧女主人）
  - 驚奇隊長2（瑪莉亞·藍博〈拉莎娜·林區〉）
- 甜心殺手（英语：Miss Meadows）（梅多斯的母親〈珍·史瑪特〉）
- STAR WARS：原力覺醒
- 絕地救援（女記者5）
- 關鍵救援72小時（科萊羅刑警〈艾莎·辛德斯〉）
- 巡邏驚很大（富蘭克林的媽媽）

#### 電視影集
- 犯罪心理（第4季：少年、第5季：吉娜、諾拉、勞拉、第7季：10幾歲的希瑟·威爾遜）
- 犯罪心理：嫌犯動機（少年）
- 慾望師奶（第5季：海倫、第7季：護士）
- 夢魘殺魔（第4季：法蘭西斯、第6季：女記者）
- 雪山鎮 (第3季)（萊西）
- 靈感應 (第5季)（阿德里安）
- 我愛夏莉（貝茨老師）
- 傳教士（圖莉普·歐黑爾〈蘿絲·奈格〉）
- 驚聲尖叫（奧黛麗·詹森〈貝克絲·泰勒-克勞斯〉）
- 星際大戰
  - 波巴·費特之書（芬妮克·尚德〈溫明娜〉）
  - 曼達洛人（芬妮克·尚德〈溫明娜〉）
- 法庭女王（第2季：梅麗莎、第3季：伊馬尼·斯通豪斯、傑克）
- 武士白東修（少年時期的楊礎立〈申東佑〉）
- 溫特沃斯（英语：Wentworth (TV series)）（凱倫·“卡茲”·普洛克托〈潭美·麥金托什（英语：Tammy MacIntosh）〉）

#### 動畫
- 馴龍高手系列（女維京人 等）
- 尖叫旅社
- 星際大戰：瑕疵小隊（芬妮克·尚德）
- 米家大戰機器人（凱蒂·米契爾[4]）
- 飛天小女警（巴利、肌肉女 等）

### 解說
- Spice TV 你好☆KININARU！（日语：スパイスTV どーも☆キニナル!）（娛樂新聞、女性部分）
- FOODIES TV（日语：食と旅のフーディーズTV） 杉本彩最喜歡的食譜（主要解說）

### 旁白
- 美國版開運鑑定團Pawn Stars（日语：アメリカのお宝鑑定団ポーンスターズ）
- 交換媽媽 家族改造計劃Wife Swap（海賊一家托里·巴瓦）
- 前瞻時尚（英语：Next In Fashion）（艾里珊·鍾）[5]
- Boneyard
- 瑪莎·史都華秀（查理·格林、瓊·里弗斯 等）

## 腳註

## 外部連結
- 花藤蓮｜Production BAOBAB （日語）
- 花藤蓮的X（前Twitter） （日語）
- Ren Katō - TMDb （日語）